# All I Have
All I Have ist eine Pop/R&B-Ballade der US-amerikanischen Sängerin Jennifer Lopez im Duett mit dem Rapper LL Cool J. Das Lied wurde im Frühjahr 2003 als zweite Single des Musikalbums This Is Me... Then veröffentlicht. Mitte 2003 wurde das Lied Lopez’ vierter Nummer-eins-Hit in den USA.
Das Lied benutzt einen Sample von Debra Laws Hit Very Special aus dem Jahre 1981.
Das Musikvideo zum Lied wurde im November 2002 in New York City gedreht und im Januar 2003 veröffentlicht. Im Musikvideo sind Lopez und LL Cool J ein Liebespaar.

## Kommerzieller Erfolg

### Chartplatzierungen
| ChartsChartplatzierungen       | Höchstplatzierung | Wochen |
| ------------------------------ | ----------------- | ------ |
| Deutschland (GfK)              | 19 (10 Wo.)       | 10     |
| Österreich (Ö3)                | 38 (11 Wo.)       | 11     |
| Schweiz (IFPI)                 | 4 (14 Wo.)        | 14     |
| Vereinigte Staaten (Billboard) | 1 (21 Wo.)        | 21     |
| Vereinigtes Königreich (OCC)   | 2 (13 Wo.)        | 13     |

| ChartsJahrescharts (2003) | Platzierung |
| ------------------------- | ----------- |
| Schweiz (IFPI)            | 73          |

### Auszeichnungen für Musikverkäufe
| Land/Region                  | Auszeichnungen für Musikverkäufe (Land/Region, Auszeichnung, Verkäufe) | Verkäufe  |
| ---------------------------- | ---------------------------------------------------------------------- | --------- |
| Australien (ARIA)            | 2× Platin                                                              | 140.000   |
| Neuseeland (RMNZ)            | Platin                                                                 | 30.000    |
| Vereinigte Staaten (RIAA)    | Platin                                                                 | 1.000.000 |
| Vereinigtes Königreich (BPI) | Gold                                                                   | 400.000   |
| Insgesamt                    | 1× Gold · 4× Platin ·                                                  | 1.570.000 |

Hauptartikel: Jennifer Lopez/Auszeichnungen für Musikverkäufe